# Chael Sonnen
Chael Patrick Sonnen (Milwaukie, 3 de abril de 1977) é um lutador de artes marciais mistas. Venceu inúmeros torneios de wrestling. Competiu na categoria dos Médios e Meio-Pesados do Ultimate Fighting Championship (UFC) e já venceu lutadores renomados como: Paulo Filho, Mauricio Shogun, Yushin Okami, Nate Marquardt, Jason Miller, Michael Bisping,Wanderlei Silva, Brian Stann, Rampage Jackson e Renato Sobral.

## Carreira no MMA
Em 2008, Sonnen disputaria pelo cinturão do WEC pela segunda vez. Porém seu adversário, o então invicto Paulo Filho, não bateu o peso da categoria e portanto a luta não seria válida pelo cinturão. Sonnen dominou a luta e venceu por decisão unanime e foi considerado o campeão moral. Após a luta, Paulo Filho, entregou o cinturão em gesto de reconhecimento para o americano !

### Disputa pelo Cinturão
Ficou famoso no Brasil por suas inúmeras ofensas ao país e ao povo brasileiro e frases desrespeitosas a Anderson Silva antes da luta entre eles pelo cinturão peso médio do UFC. Nesta luta, Chael ganhou os quatro primeiros rounds aplicando a sua especialidade (quedas) e trabalhando o ground and pound. Anderson Silva perderia a luta por pontos a não ser que conseguisse finalizar ou nocautear o rival no último round. No quinto assalto, o brasileiro conseguiu aplicar um triângulo, forçando Sonnen a desistir.

### Suspensão por Doping
Também foi neste evento que o lutador foi pego por estar com as proporções entre a testosterona sintética e a orgânica altamente alteradas (17:1-dezessete vezes mais que o permitido). Ainda assim a rigorosa Comissão Atlético da Califórnia suspendeu o atleta por um ano. Porém, Chael Sonnen apelou à Comissão Atlética de Nevada que baixou a suspensão para apenas seis meses. Em sua defesa, Chael Sonnen alegou que sofria de uma doença chamada hipogonadismo, também muito comum em pessoas que usaram esteroides anabolizantes.

### Pós-Disputa pelo Cinturão
Haveria rumores que ele iria enfrentar o lutador japonês Yoshihiro Akiyama no UFC 129, porém Sonnen foi acusado por sonegação de impostos e admitiu ser culpado. Foi condenado em 8 de abril de 2011 a 2 anos de liberdade condicional, multa de 10 mil dólares e a perda de sua licença de corretor de imóveis. Em seguida enfrentou Brian Stann e Michael Bisping, vencendo ambos. Dessa forma, tornou-se o desafiante número 1 novamente.

### Silva vs Sonnen 2
A exemplo da primeira luta Chael Sonnen aplicou seu jogo sobre o campeão Anderson Silva, Sonnen ficou por cima durante todo o primeiro round. Porém no segundo ao tentar um golpe giratório o "Gangster de Oregon" se desequilibrou e acabou facilitando o trabalho de Anderson que venceu a luta por Nocaute Técnico.

### TUF 17
No fim de 2012, Sonnen e Jon Jones foram os técnicos do The Ultimate Fighter 17. Chael teve uma atuação de grande destaque, e muitos setores especializados o elegeram como melhor técnico da história do TUF. Seus discursos eram momentos amplamente aguardados. A final aconteceu entre o badalado Uriah Hall e o azarão Kelvin Gastelum, ambos do Team Sonnen.

### Jones vs. Sonnen
Como foram técnicos do TUF, Sonnen e Jones se enfrentaram em 27 de Abril de 2013 no UFC 159 pelo Cinturão Meio Pesado do UFC. Jones conseguiu um nocaute técnico ainda no primeiro round com cotoveladas e socos a partir do ground and pound. Jon Jones sofreu uma lesão no dedão do pé direito, o que poderia ter causado a paralisação da luta, e o título iria para Chael Sonnen, caso a luta chegasse ao segundo round.

### Shogun vs. Sonnen
Após a lesão de Antônio Rogério Nogueira, que enfrentaria Maurício Shogun em 15 de Junho de 2013 no UFC 161, Sonnen foi chamado pra substituir o brasileiro. Porém, a luta teve que ser cancelada por Sonnen, que foi chamado de última hora, não conseguir visto em tempo suficiente para entrar no Canadá.
Então, a luta foi remarcada para 17 de Agosto de 2013 no evento principal do UFC Fight Night: Shogun vs. Sonnen.
Sonnen dominou e finalizou Maurício Shogun com uma guilhotina aos 4m47s do 1°round.
Esta foi a primeira vitória de Sonnen contra um ex-campeão do UFC. Segundo o próprio Sonnen, esta foi a maior vitória de sua carreira:
| “ | "O cara é um ex-campeão mundial. Ele vai estar no Hall da Fama. Ele venceu Chuck Liddel, Forrest Griffin e Lyoto Machida, e até mesmo caras como Kevin Randleman e Mark Coleman. É gostoso conseguir uma vitória contra um cara bom. É a maior vitória que eu tive! “ | ” |

### Evans vs. Sonnen
Sonnen enfrentou seu amigo Rashad Evans no dia 16 de Novembro de 2013 no UFC 167, e perdeu por nocaute técnico no primeiro round.

### The Ultimate Fighter Brasil 3
Na madrugada de segunda para terça (dia 21 para 22) de outubro Dana White anunciou os técnicos da próxima edição do TUF Brasil, a edição será comandada pelos treinadores Wanderlei Silva e Chael Sonnen.

### Pós TUF Brasil 3
Chael Sonnen era esperado para enfrentar seu desafeto Wanderlei Silva no UFC 175, porém Wanderlei faltou aos exames anti-doping e foi retirado do card. O substituto de Wanderlei seria Vitor Belfort que já estava liberado para lutar no estado de Nevada após o polêmico caso de TRT. No dia 10 de junho de 2014, foi revelado pela ESPN dos Estados Unidos que Chael Sonnen havia falhado no teste anti-doping. O resultado do exame confirmou as presenças de anastrozol e clomifeno. As substâncias flagradas no exame são classificadas como antiestrogênicas. Anastrozol é usado para combater os primeiros estágios de câncer de mama, enquanto o clomifeno é ministrado em casos de infertilidade feminina.

### Aposentadoria do MMA
Chael anunciou sua aposentadoria do MMA no dia 11 de junho de 2014, após ser pego em exame antidoping prestes a enfrentar Vitor Belfort no dia 5 de julho pelo card UFC 175. Chael havia sido escolhido após a desclassificação de Wanderlei Silva por fugir do exame antidoping. A luta seria nos meio-pesados e o vencedor enfrentaria o campeão dos médios, à época, Chris Weidman.
Chael Sonnen aposenta-se deixando centenas de milhares de fãs ao redor do mundo, Inclusive no Brasil (onde foi odiado por muito tempo pelos Brasileiros, por declarações contra Anderson Silva). Sai de cena, sendo considerado um dos maiores trash-talkers e wrestler da história das artes marciais mistas. Considerado o Dan Severn moderno.

## Carreira Pós-MMA

### Submission Grappling

#### Metamoris
Em 09 de agosto de 2014, Sonnen fez a luta principal do Metamoris 4 contra André Galvão. Foi derrotado, com um mata-leão.
| “ | “Eu enfrentei um cara que foi nove vezes campeão mundial. Eu nunca havia feito isso antes. Foi minha primeira vez, e ele ganhou o Mundial nove vezes. Nós dois sabíamos como esse filme iria terminar antes dos créditos finais passarem na tela, mas não acho que isso seja motivo para não fazer algo. É mais uma razão para ir lá, competir e se divertir. Foi uma grande chance para aprender coisas novas, focar apenas no Jiu-Jitsu e no Grappling e pegar novas técnicas. Eu adoraria fazer isso de novo.” | ” |

Em 2015, pelo Metamoris 6 empatou a luta contra Rentao "Babalu" Sobral, reeditando uma luta ocorrida pelo UFC.

## Cartel no MMA

### Cartel no MMA
| Cartel no MMA   |             |             |
| 49 lutas        | 31 vitórias | 17 derrotas |
| Por nocaute     | 7           | 7           |
| Por finalização | 5           | 9           |
| Por decisão     | 19          | 1           |
| Empates         | 1           | 1           |
| No contest      | 0           | 0           |

| Res.    | Cartel  | Oponente           | Método                                     | Evento                                   | Data       | Round | Tempo | Local                         | Notas |
| ------- | ------- | ------------------ | ------------------------------------------ | ---------------------------------------- | ---------- | ----- | ----- | ----------------------------- | --- |
| Derrota | 31-17-1 | Lyoto Machida      | Nocaute Técnico (joelhada voadora e socos) | Bellator 222                             | 14/06/2019 | 2     | 0:22  | Nova Iorque                   | Aposentou-se do MMA. |
| Derrota | 31-16-1 | Fedor Emelianenko  | Nocaute Técnico (socos)                    | Bellator 208: Fedor vs. Sonnen           | 13/10/2018 | 1     | 4:46  | Uniondale, Nova Iorque        | Semifinal do Grand Prix dos Pesados.                                                                                                |
| Vitória | 31-15-1 | Rampage Jackson    | Decisão (unânime)                          | Bellator 192: Sonnen vs. Rampage         | 20/01/2018 | 3     | 5:00  | Inglewood, California         | Quartas de final do Grand Prix dos Pesados.                                                                                         |
| Vitória | 30-15-1 | Wanderlei Silva    | Decisão (unânime)                          | Bellator NYC: Sonnen vs. Silva           | 24/06/2017 | 3     | 5:00  | Nova Iorque, Nova Iorque      | |
| Derrota | 29-15-1 | Tito Ortiz         | Finalização (mata leão)                    | Bellator 170: Ortiz vs. Sonnen           | 21/01/2017 | 1     | 2:03  | Inglewood, Califórnia         | Estreia no Bellator. |
| Derrota | 29-14-1 | Rashad Evans       | Nocaute Técnico (socos)                    | UFC 167: St.Pierre vs. Hendricks         | 16/11/2013 | 1     | 4:05  | Las Vegas, Nevada             | |
| Vitória | 29-13-1 | Mauricio Shogun    | Finalização (guilhotina)                   | UFC Fight Night: Shogun vs. Sonnen       | 17/08/2013 | 1     | 4:47  | Boston, Massachusetts         | Finalização da Noite. |
| Derrota | 28-13-1 | Jon Jones          | Nocaute Técnico (socos e cotoveladas)      | UFC 159: Jones vs. Sonnen                | 27/04/2013 | 1     | 4:33  | Newark, New Jersey            | Retorno aos Meio Pesados; Pelo Cinturão Meio Pesado do UFC.                                                                         |
| Derrota | 28-12-1 | Anderson Silva     | Nocaute Técnico (joelhada e socos)         | UFC 148: Silva vs. Sonnen II             | 07/07/2012 | 2     | 1:55  | Las Vegas, Nevada             | Pelo Cinturão Peso Médio do UFC. |
| Vitória | 28-11-1 | Michael Bisping    | Decisão (unânime)                          | UFC on Fox: Evans vs. Davis              | 28/01/2012 | 3     | 5:00  | Chicago, Illinois             | |
| Vitória | 27-11-1 | Brian Stann        | Finalização (triângulo de braço)           | UFC 136: Edgar vs. Maynard               | 08/10/2011 | 2     | 3:51  | Houston, Texas                | |
| Derrota | 26-11-1 | Anderson Silva     | Finalização (triângulo com chave de braço) | UFC 117: Silva vs. Sonnen                | 07/08/2010 | 5     | 3:32  | Oakland, California           | Pelo Cinturão Peso Médio do UFC. Luta da Noite; Luta do Ano (2010); Após a luta, Sonnen foi suspenso por ter falhado no antidoping. |
| Vitória | 26-10-1 | Nate Marquardt     | Decisão (unânime)                          | UFC 109: Relentless                      | 06/02/2010 | 3     | 5:00  | Las Vegas, Nevada             | Luta da Noite. |
| Vitória | 25-10-1 | Yushin Okami       | Decisão (unânime)                          | UFC 104: Machida vs. Shogun              | 24/10/2009 | 3     | 5:00  | Los Angeles, Califórnia       | |
| Vitória | 24-10-1 | Dan Miller         | Decisão (unânime)                          | UFC 98: Evans vs. Machida                | 23/05/2009 | 3     | 5:00  | Las Vegas, Nevada             | |
| Derrota | 23-10-1 | Demian Maia        | Finalização (triângulo)                    | UFC 95: Sanchez vs. Stevenson            | 20/02/2009 | 1     | 2:37  | Londres                       | Retornou para o UFC |
| Vitória | 23-9-1  | Paulo Filho        | Decisão (unânime)                          | WEC 36                                   | 05/11/2008 | 3     | 5:00  | Hollywood, Florida            | Luta não valeu o cinturão. Filho não bateu o peso                                                                                   |
| Vitória | 22-9-1  | Bryan Baker        | Decisão (unânime)                          | WEC 33                                   | 26/03/2008 | 3     | 5:00  | Las Vegas, Nevada             | |
| Derrota | 21-9-1  | Paulo Filho        | Finalização (chave de braço)               | WEC 31                                   | 12/12/2007 | 2     | 4:55  | Las Vegas, Nevada             | Retornou para o WEC. Pelo Cinturão Peso Médio do WEC                                                                                |
| Vitória | 21-8-1  | Kacey Uscola       | Nocaute Técnico (socos)                    | SportFight 20: Homecoming                | 27/10/2007 | 1     | 4:31  | Portland, Oregon              | |
| Vitória | 20-8-1  | Amar Suloev        | Nocaute Técnico (socos)                    | Bodog Fight: Alvarez vs. Lee             | 18/02/2007 | 1     | 3:33  | Trenton, Nova Jersey          | |
| Vitória | 19-8-1  | Tim McKenzie       | Finalização (triângulo de braço)           | Bodog Fight: Costa Rica                  | 14/07/2007 | 1     | 0:13  | San José                      | |
| Vitória | 18-8-1  | Oleksiy Oliynyk    | Decisão (unânime)                          | Bodog Fight: USA vs. Russia              | 02/12/2006 | 3     | 5:00  | Vancouver, Colúmbia Britânica | |
| Vitória | 17-8-1  | Tim Credeur        | Nocaute Técnico (socos)                    | Bodog Fight: Costa Rica                  | 22/08/2006 | 1     | 2:18  | San José                      | |
| Derrota | 16-8-1  | Jeremy Horn        | Finalização (chave de braço)               | UFC 60: Hughes vs. Gracie                | 27/05/2006 | 2     | 1:17  | Las Vegas, Nevada             | |
| Vitória | 16-7-1  | Trevor Prangley    | Decisão (unânime)                          | UFC Fight Night 4                        | 06/04/2006 | 3     | 5:00  | Las Vegas, Nevada             | Retornou para os Pesos-Médios |
| Derrota | 15-7-1  | Renato Sobral      | Finalização (triângulo)                    | UFC 55: Fury                             | 07/10/2005 | 2     | 1:20  | Uncasville, Connecticut       | Estreia no UFC. Luta no Peso Meio-Pesado                                                                                            |
| Vitória | 15-6-1  | Tim Williams       | Nocaute (socos)                            | SportFight 11: Rumble At The Rose Garden | 09/07/2005 | 1     | 3:59  | Portland, Oregon              | |
| Vitória | 14-6-1  | Adam Ryan          | Nocaute Técnico (socos)                    | Euphoria: USA vs. World                  | 26/02/2005 | 1     | 3:49  | Atlantic City, New Jersey     | |
| Derrota | 13-6-1  | Terry Martin       | Nocaute Técnico (interrupção médica)       | XFO 4                                    | 03/12/2004 | 2     | 5:00  | McHenry, Illinois             | |
| Vitória | 13-5-1  | Alex Stiebling     | Decisão (unânime)                          | WEC 12                                   | 21/10/2004 | 3     | 5:00  | Lemoore, Califórnia           | Estreia no WEC |
| Derrota | 12-5-1  | Jeremy Horn        | Finalização (guilhotina)                   | SportFight 6: Battleground In Reno       | 23/09/2004 | 2     | 2:35  | Reno, Nevada                  | |
| Derrota | 12-4-1  | Keiichiro Yamamiya | Decisão (dividida)                         | Pancrase: 2004 NeoBlood Tournament Final | 25/07/2004 | 3     | 5:00  | Tóquio                        | |
| Derrota | 12-3-1  | Jeremy Horn        | Nocaute Técnico (corte)                    | EC 57                                    | 06/05/2004 | 1     | 3:44  | Council Bluffs, Iowa          | |
| Vitória | 12-2-1  | Justin Bailey      | Nocaute (socos)                            | ROTR: Rage On The River                  | 17/04/2004 | 1     | 2:54  | Redding, Califórnia           | |
| Vitória | 11-2-1  | Arman Gambaryan    | Decisão (unânime)                          | Euphoria: Russia vs USA                  | 13/03/2004 | 3     | 5:00  | Atlantic City, New Jersey     | |
| Vitória | 10-2-1  | Homer Moore        | Decisão (unânime)                          | ROTR 4.5: Proving Ground                 | 27/12/2003 | 3     | 5:00  | Hilo, Havaí                   | |
| Vitória | 9-2-1   | Greg Curnut        | Finalização (socos)                        | FCFF: Rumble At Roseland 10              | 13/12/2003 | 1     | 1:07  | Portland, Oregon              | |
| Vitória | 8-2-1   | Jason Lambert      | Decisão (Unânime)                          | Gladiator Challenge 20                   | 13/11/2003 | 3     | 5:00  | Colusa, Califórnia            | Ganhou o Cinturão dos Meio-Pesados do Gladiator Challenge                                                                           |
| Derrota | 7-2-1   | Forrest Griffin    | Finalização (triângulo)                    | IFC: Global Domination                   | 06/09/2003 | 1     | 2:25  | Denver, Colorado              | |
| Vitória | 7-1-1   | Renato Sobral      | Decisão (unânime)                          | Hitman 3                                 | 03/05/2003 | 3     | 5:00  | Santa Ana, Califórnia         | |
| Empate  | 6-1-1   | Akihiro Gono       | Empate                                     | Pancrase: Hybrid 2                       | 16/02/2003 | 2     | 5:00  | Osaka                         | |
| Derrota | 6-1     | Trevor Prangley    | Finalização (chave de calcanhar)           | XFA 5: Redemption                        | 25/01/2003 | 1     | 2:49  | West Palm Beach, Flórida      | |
| Vitória | 6-0     | Justin Hawes       | Nocaute Técnico (socos)                    | UFCF: Rumble In Rochester                | 24/08/2002 | 2     | 0:37  | Rochester, Washington         | |
| Vitória | 5-0     | Jesse Ault         | Decisão (unânime)                          | RFC 1: The Beginning                     | 13/07/2002 | 3     | 5:00  | Las Vegas, Nevada             | |
| Vitória | 4-0     | Scott Shipman      | Finalização Verbal (chave de braço)        | Dangerzone: Caged Heat                   | 13/04/2002 | 2     | 7:08  | New Town, Dacota do Norte     | Venceu o torneio de Meio-Pesados do Dangerzone. Ganhou o Cinturão dos Meio-Pesados do Dangerzone                                    |
| Vitória | 3-0     | Jesse Ault         | Decisão (unânime)                          | Dangerzone: Caged Heat                   | 13/04/2002 | 2     | 5:00  | New Town, Dacota do Norte     | Semifinal do torneio de Meio Pesados do Dangerzone                                                                                  |
| Vitória | 2-0     | Jason Miller       | Decisão (unânime)                          | HFP 1: Rumble On The Reservation         | 30/03/2002 | 2     | 5:00  | Anza, Califórnia              | |
| Vitória | 1-0     | Ben Hailey         | Decisão (unânime)                          | Battle of Fort Vancouver                 | 10/05/1997 | 1     | N/A   | Vancouver, Washington         | |

### Cartel no Submission grappling
| Resultado | Oponente                      | Método    | Evento           | Data                | Round | Tempo | Notas            | Ref.   |
| Empate    | Renato "Babalu" Sobral        |           | Metamoris 6      | 9 de maio de 2015   |       |       |                  | [ 14 ] |
| Derrota   | André Galvão                  | mata-leão | Metamoris 4      | 9 de agosto de 2014 |       |       |                  | [ 15 ] |
| Derrota   | Alexandre Ferreira "Cacareco" |           | ADCC 2003 -99 kg | 2003                |       |       | Quartas de final | [ 16 ] |
| Vitória   | Beau Clark                    |           | ADCC 2003 -99 kg | 2003                |       |       | Oitavas de final | [ 16 ] |
| Derrota   | Alexandre Ferreira "Cacareco" |           | ADCC 2001 -99 kg | 2001                |       |       | Quartas de final | [ 17 ] |
| Vitória   | Stephan Potvin                |           | ADCC 2001 -99 kg | 2001                |       |       | Oitavas de final | [ 17 ] |